# Tirathaba acyperella
Tirathaba acyperella är en fjärilsart som beskrevs av George Francis Hampson 1901. Tirathaba acyperella ingår i släktet Tirathaba och familjen mott. Inga underarter finns listade i Catalogue of Life.